# Dajakina oculata
Dajakina oculata är en mångfotingart som beskrevs av Jeekel 1963. Dajakina oculata ingår i släktet Dajakina och familjen orangeridubbelfotingar. Inga underarter finns listade i Catalogue of Life.